# La tribu (película de 2018)
La tribu es una película española dirigida por Fernando Colomo con guion de Fernando Colomo, Yolanda García Serrano y Joaquín Oristrell. Protagonizada por Paco León, Carmen Machi, Luis Bermejo y Maribel del Pino, la película se estrenó en marzo de 2018.

## Argumento
Virginia (Carmen Machi), limpiadora de profesión y bailarina vocacional, recupera a su hijo, que había dado en adopción al nacer: Fidel (Paco León). Fidel ahora es un exdirectivo que lo ha perdido todo, incluida la memoria, tras un intento de suicidio debido a que el despido de su trabajo le ha dejado en la calle. Un despido ocasionado por mantener relaciones sexuales con una becaria y hacerse público dicho escándalo.
Tras el accidente Fidel no recuerda nada de lo vivido anteriormente, y Virginia decide llevárselo con ella a casa para cuidarle, pues no conoce nada acerca de su paradero. Sin embargo, tras un año desaparecido, un rumor de que Fidel esta en el grupo de baile "La Tribu" llega a los medios. Madre e hijo, junto al grupo de streetdance cuyos bailes les alegran la vida, descubrirán que, a pesar de venir de mundos muy diferentes, ambos llevan el ritmo en la sangre.

## Reparto
- Paco León como Fidel García.
- Carmen Machi como Virginia.
- Maribel del Pino como Maribel.
- Julián López como el camarero.
- María José Sarrate como Eli.
- Arlette Torres como Belén.
- Maite Sandoval como Cati.
- Marisol Aznar como Uge.
- Luis Bermejo como Luciano.
- Manel Fuentes como él mismo.
- Horacio Colomé como Fernando.
- Will Shephard como Will Santos.

## Producción

### Antecedentes y redacción del guion
Uno de los tres guionistas de La Tribu, Joaquín Oristrell, es profesor en la universidad Pompeu Fabra de Barcelona. Allí, Joaquín, encargó a sus alumnos un trabajo basado en grabar situaciones que les inspirasen historias.
Uno de estos alumnos llegó con una grabación de una actuación de «Las Mamis», participantes del concurso Got Talent, en su escuela de danza. Fue entonces cuando Oristrell vio el interés de esta historia, y comenzó a idear el guion junto a Fernando Colomo y Yolanda García Serrano.

## Taquilla
La película fue vista hasta la fecha por 1 009 802 espectadores.

## Canciones
"El hombre lapa" de Kevin Gallego. 
El cantante y youtuber creador del canal de comedia Flowtime y compositor del éxito del verano "El Afilador", 
nos trae este hit cachondo con el que te será imposible no esbozar una sonrisa. A bailar el Lapa Lapa!

## Nominaciones y premios
La Tribu ha sido galardonada con los Premios a Mejor película y Mejor actriz en el Festival Internacional de Cine de Comedia de Montecarlo de 2018.